# Eriauchenius jeanneli
Eriauchenius jeanneli là một loài nhện trong họ Archaeidae. Loài này phân bố ở Madagascar.